# スタジオバインド
株式会社スタジオバインド（英: StudioBind Co., Ltd.）は、日本のアニメ制作会社。

## 概要
アニメ制作会社のWHITE FOXとアニメプロデュース会社のEGG FIRMが共同出資し、2018年11月に設立したアニメ制作スタジオ。代表取締役にはゴンゾを経てエイトビットで『ナイツ&マジック』や『ヤマノススメ』（OVA、サードシーズン）などのアニメーションプロデューサーを務めた大友寿也が就任している。
設立の理由には『無職転生 〜異世界行ったら本気だす〜』のアニメ化にあたり、企画を継続的・長期的・計画的に進めていく体制が必要であると判断したことを挙げている。またEGG FIRM代表取締役の大澤信博は、「（スタジオバインドの設立は）うちとWHITE FOXが立てたというよりは、代表取締役の大友寿也さんの独立を2社で後押ししたというのが実態です」と語っている。
社名の由来は人と人を結びつけるという意味の英単語「Bind」から。これは大友が自身にとって大切なものは「人と人との絆」だと考えたことから名付けられた。
2023年3月、本社を東京都杉並区清水3丁目16番7号 井口ビル3階から、同区荻窪5丁目26番13号 Daiwa荻窪ビル3階へ移転。

## 作品

### テレビアニメ
| 開始年 | 放送期間    | タイトル                                | 監督     | シリーズ構成 | アニメーション プロデューサー | 原作 | 備考      |
| ------ | ----------- | --------------------------------------- | -------- | ------------ | ----------------------------- | ---- | --------- |
| 2021年 | 1月 - 3月   | 無職転生 〜異世界行ったら本気だす〜     | 岡本学   | 岡本学       | 大友寿也                      | 小説 | 第1クール |
| 2021年 | 10月 - 12月 | 無職転生 〜異世界行ったら本気だす〜     | 岡本学   | 岡本学       | 大友寿也                      | 小説 | 第2クール |
| 2023年 | 1月 - 3月   | お兄ちゃんはおしまい!                   | 藤井慎吾 | 横手美智子   | 大友寿也                      | 漫画 |           |
| 2023年 | 7月 - 9月   | 無職転生 II 〜異世界行ったら本気だす〜  | 平野宏樹 | 大野敏哉     | 米田浩二                      | 小説 | 第1クール |
| 2024年 | 4月 - 7月   | 無職転生 II 〜異世界行ったら本気だす〜  | 渋谷亮介 | 大野敏哉     | 大友寿也                      | 小説 | 第2クール |
| 2025年 | 1月 - 3月   | 花は咲く、修羅の如く                    | 宇和野歩 | 筆安一幸     | 大友寿也                      | 漫画 |           |
| 2025年 | 7月 -       | 瑠璃の宝石                              | 藤井慎吾 | 横手美智子   | 大友寿也                      | 漫画 |           |
| 2026年 | 未公表      | 無職転生 III 〜異世界行ったら本気だす〜 | 渋谷亮介 | 未公表       | 未公表                        | 小説 |           |

### 制作協力
| 年     | タイトル              | 制作元請                   | 備考                    |
| ------ | --------------------- | -------------------------- | ----------------------- |
| 2019年 | からくりサーカス      | スタジオヴォルン           | 第22・31話              |
| 2022年 | 魔入りました!入間くん | バンダイナムコピクチャーズ | 第3シリーズ第2・9・17話 |

### その他
| 年              | タイトル                                                    | 監督              | 備考 |
| --------------- | ----------------------------------------------------------- | ----------------- | --- |
| 2020年 - 2024年 | アート引越センターWEBアニメーションPV「MOVE TO THE FUTURE」 | 相浦和也 阿保孝雄 | 全9話のうち8話を担当。第1・2話はROLL2との共同制作。「京都アニものづくりAWARD 2024」のオリジナルコンテンツ部門金賞を受賞した。 |
| 2022年          | ぶいすぽっ!新ロゴアニメーションPV                           | 坂口蒼星 宇和野歩 | 2022年12月30日・31日に開催されたコミックマーケット101に合わせ制作・公開                                                       |

## 関連人物

### 制作
- 大友寿也（代表取締役・アニメーション制作プロデューサー）
- 大澤信博（チーフプロデューサー、EGG FIRM代表取締役）